# Comuna Sânpetru, Brașov
Sânpetru (în germană: Petersburg, în maghiară: Barcaszentpéter) este o comună în județul Brașov, Transilvania, România, formată numai din satul de reședință cu același nume.

## Demografie
Componența etnică a comunei Sânpetru
     Români (79,85%)
     Maghiari (2,73%)
     Alte etnii (1,53%)
     Necunoscută (15,88%)
Componența confesională a comunei Sânpetru
     Ortodocși (71,25%)
     Romano-catolici (3,28%)
     Reformați (1,09%)
     Alte religii (6,48%)
     Necunoscută (17,91%)
Conform recensământului efectuat în 2021, populația comunei Sânpetru se ridică la 11.794 de locuitori, în creștere față de recensământul anterior din 2011, când fuseseră înregistrați 4.819 locuitori. Majoritatea locuitorilor sunt români (79,85%), cu o minoritate de maghiari (2,73%), iar pentru 15,88% nu se cunoaște apartenența etnică. Din punct de vedere confesional, majoritatea locuitorilor sunt ortodocși (71,25%), cu minorități de romano-catolici (3,28%) și reformați (1,09%), iar pentru 17,91% nu se cunoaște apartenența confesională.

## Politică și administrație
Comuna Sânpetru este administrată de un primar și un consiliu local compus din 17 consilieri. Primarul, Marian-Eusebiu Arhire[*], de la Alianța Dreapta Unită, este în funcție din octombrie 2020. Începând cu alegerile locale din 2024, consiliul local are următoarea componență pe partide politice:
|  | Partid                          | Consilieri | Componența Consiliului | Componența Consiliului | Componența Consiliului | Componența Consiliului | Componența Consiliului | Componența Consiliului | Componența Consiliului |
|  | ------------------------------- | ---------- | ---------------------- | ---------------------- | ---------------------- | ---------------------- | ---------------------- | ---------------------- | ---------------------- |
|  | Partidul Național Liberal       | 7          |                        |                        |                        |                        |                        |                        |                        |
|  | Alianța Dreapta Unită           | 7          |                        |                        |                        |                        |                        |                        |                        |
|  | Partidul Social Democrat        | 2          |                        |                        |                        |                        |                        |                        |                        |
|  | Alianța pentru Unirea Românilor | 1          |                        |                        |                        |                        |                        |                        |                        |

octombrie 2020. 

## Primarii comunei
- 1996[7] - 2000 - Crizbăseanu Gheorghe, de la CDR
- 2000[8] - 2004 - Rusu Ion Marcel, de la PDSR
- 2004[9] - 2008 - Rusu Ion Marcel, de la PSD
- 2008[10] - 2012 - Rusu Ion Marcel, de la PNL
- 2012[11] - 2016 - Rusu Ion Marcel, de la PNL
- 2016[12] - 2020 - Rusu Ion Marcel, de la PNL
- 2020[13] - 2024 - Arhire Marian Eusebiu, de la USR PLUS

## Personalități născute aici
- Reinhold Batschi (n. 1942), canotor.